# Raphidiomimidae
Raphidiomimidae (лат.) — семейство ископаемых таракановых. Известно около 10 родов, живших в мезозойскую эру (меловой, юрский и триасовый периоды).

## Описание
Примитивная группа ископаемых таракановых насекомых. Предположительно хищные (в основном преследующие) удлиненные тараканы с прогнатической головой, обычно с глазом, разделенным аподемой, редко шаровидной формы, редко с хищными передними ногами, обычно ноги неспециализированы.

## Систематика
Семейство было впервые выделено в 1973 году российским палеоэнтомологом Валентиной Николаевной Вишняковой (ПИН АН СССР Москва). Вместе с ископаемыми семействами †Eadiidae, †Fuziidae и †Caloblattinidae образует вымершее надсемейство Caloblattinoidea. В 2024 году вместо названия Caloblattinoidea применено имя надсемейства Raphidiomimoidea Vishniakova, 1973 (по принципу приоритета), куда отнесены Raphidiomimidae вместе с семействами Caloblattinidae, Phyloblattidae Schneider, 1983; Liberiblattinidae Vršanský, 2002; Skokidae Vršanský, 2007; Manipulatoridae Vršanský et Bechly, 2015; Latiblattidae Vršanský, 2024 fam.n.; и возможно Voltziablatta‐group.

### Классификация
По данным Vršanský (2024) и Paleobiodb.org включает около 10 родов.
- † Cameloblatta Vishniakova, 1973[5]
- † Chuanblatta Liang et al., 2021[9]
- † Cretacechorista Hong et al., 1989[10]
- † Decomposita Vršanský, 2008 (до 2024 в Caloblattinidae)[11]
- † Divocina Liang et al., 2012[12]
- † Falcatusiblatta Liang et al., 2018[13]
- † Fortiblatta Liang, Vršanský et Ren, 2009[14]
- † Graciliblatta Liang et al., 2012[15]
- † Liadoblattina Handlirsch, 1906[16]
- † Olzmasg Vršanský, 2024[1]
- † Paekthoblatta So and Won, 2021[17]
- † Raphidiomima Vishniakova, 1971[18]
- † Raphidiomimula Grimaldi and Ross 2004[19]